# 井手至
井手 至（いで いたる、1929年12月10日 - 2017年4月22日）は、日本の国語学者・国文学者。大阪市立大学名誉教授。専門は『万葉集』。

## 経歴
愛媛県出身。1952年京都大学文学部国文科卒、同大学院修士課程修了。大阪市立大学助教授、教授、1975年「萬葉集用語・用字の研究」で大阪市立大学より文学博士の学位を取得。1991年定年退官、名誉教授、京都女子大学教授。2000年退職。

## 著書
- 『万葉集全注 巻第8』有斐閣 1993
- 『遊文録 井手至論文集 万葉篇』1-2 和泉書院 1993-2009
- 『遊文録 井手至論文集 国語史篇』1-2 和泉書院 1995-1999
- 『遊文録 井手至論文集 国語学篇』和泉書院 1996
- 『遊文録 井手至論文集 説話民俗篇』和泉書院 2004

### 校注・共編著
- 『新潮日本古典集成 萬葉集』全5巻 青木生子、伊藤博、清水克彦、橋本四郎共校注 新潮社 1976-1984
- 『鑑賞日本古典文学 第1巻 古事記』上田正昭共編 角川書店 1978
- 『国語副詞の史的研究』濱田敦、塚原鉄雄共著 新典社研究叢書 1991
- 『萬葉集 新校注』毛利正守共校注 和泉書院 2008

記念論文集
- 『国語国文学藻 井手至先生古稀記念論文集』和泉書院 1999

## 論文
- CiNii>井手至